# Robert Bork
Robert Heron Bork (Pittsburgh, Pensilvania, 1 de marzo de 1927 - Arlington, Virginia, 19 de diciembre de 2012) fue un jurista estadounidense activista en favor de la filosofía jurídica del originalismo. Bork fue procurador general, actuando como fiscal general y juez de circuito de una de las Cortes de Apelaciones de los Estados Unidos. En 1987 fue nominado por el Presidente de los Estados Unidos como Juez Asociado de la Corte Suprema de los Estados Unidos pero no fue ratificada su nominación por el Senado. Hasta la fecha de su muerte, Bork trabajaba como abogado, profesor de Derecho, además de ser un autor de best-sellers y participar en varias organizaciones conservadoras.

## Su familia y carrera
El padre de Bork fue Harry Philip Bork (1857-1974), un agente de una compañía de acero, encargado de comprar, y su madre fue Elisabeth Kunkle (1898-2004), una profesora de colegio. Contrajo matrimonio con Claire Davidson en 1952; antes de que muriera de cáncer en 1980 tuvieron una hija, Ellen y dos hijos, Robert y Charles. En 1982 contrajo matrimonio con Mary Ellen Pohl, una exmonja católica.
Bork obtuvo una licenciatura y el título de abogado de la Universidad de Chicago, donde ingresó a la fraternidad internacional Phi Gamma Delta, y a la Facultad de Derecho de la Universidad de Chicago. Luego de servir en  el Cuerpo de Marines de los Estados Unidos, Bork comenzó su práctica privada de derecho en 1954 y luego fue profesor de la Universidad de Yale en su Facultad de Derecho desde 1962 hasta 1975 y luego desde  1977 a 1981. En Yale fue conocido por su libro The Antitrust Paradox, en el cual explica que el consumidores generalmente se ven beneficiados por las fusiones corporativas, y que muchas de las leyes de antitrust de ese entonces eran económicamente irracionales y no beneficiaban a los consumidores. Los escritos de Bork respecto a las leyes de antitrust, junto con los de Richard Posner y otros pensadores del Derecho y la Economía, influenciaron fuertemente la forma de acercarse la Corte Suprema a las leyes de antitrust desde la década de 1970. Entre sus alumnos estuvo el Presidente de los Estados Unidos Bill Clinton.

## Período como procurador general
Bork fue procurador general en el Departamento de Justicia de los Estados Unidos desde 1972 hasta 1977, excepto entre 1973 y 1974 que actuó como fiscal general. Como procurador general, Bork elegó varios casos importantes ante la Corte Suprema en la década de 1970, incluyendo Milliken v. Bradley en 1974, donde la opinión de Bork tuvo una fuerte influencia en los Jueces del Estado de Míchigan. El Juez Presidente de los Estados Unidos Warren Burger llamó a Bork como el abogado más efectivo en presentarse ante la Corte durante su período. También Bork contrató a muchos jóvenes para los cargos de Asistentes, quienes luego tuvieron importantes carreras, incluyendo al Juez Danny Boggs, Frank H. Easterbrook y Robert Reich, quien se convirtió en Secretario de Trabajo del Presidente Clinton.